# Idioma emberá

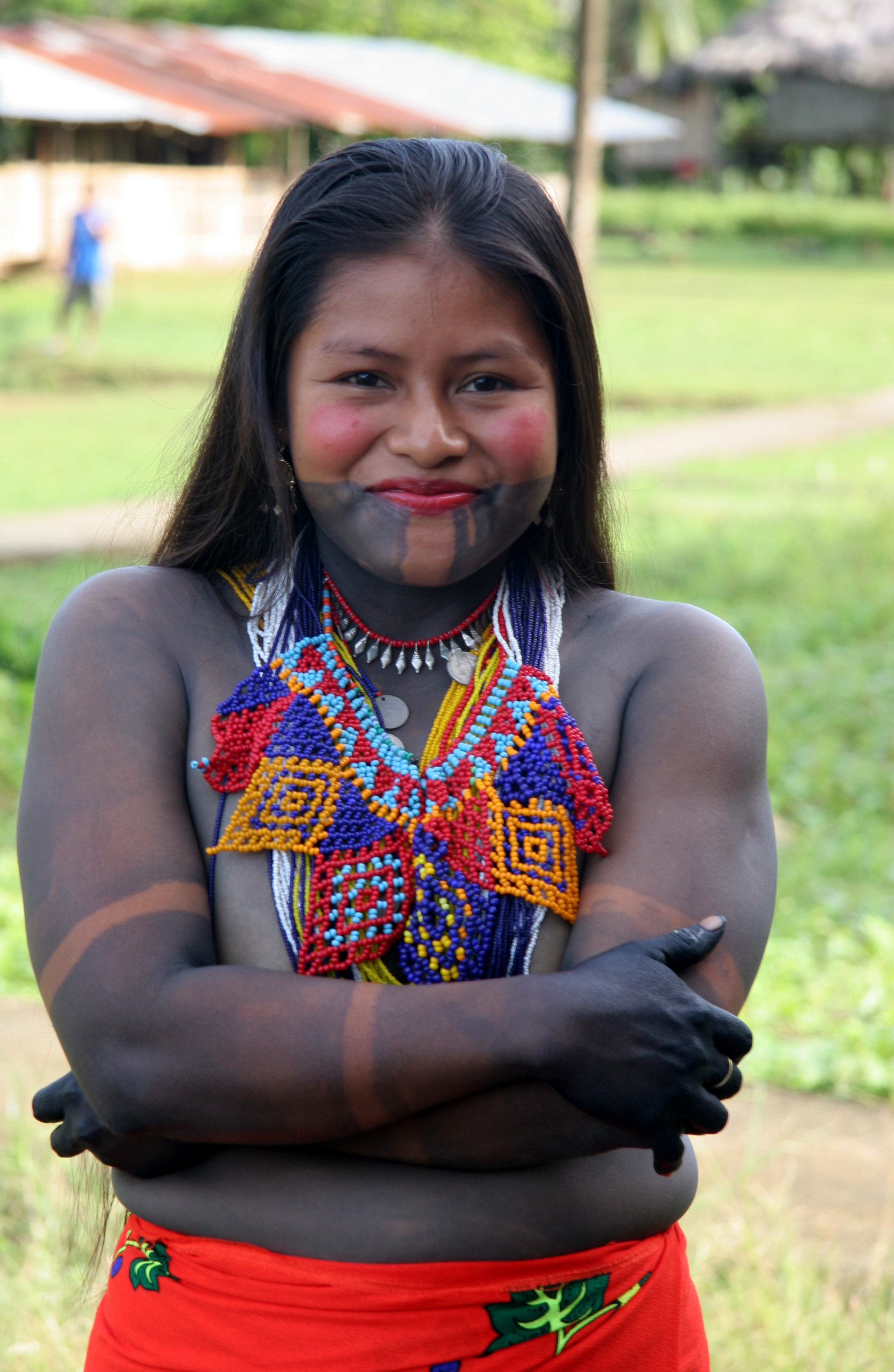
Joven Embera de Panamá

Emberá es un continuo dialectal hablado por 100 000 personas en el noroeste de Colombia y el sureste de Panamá. Pertenece a la familia de lingüística Chocó. 
Embera, Emperã, Empena, Eberã, Epena, etc. es la palabra Emberá para 'ser humano' u 'hombre' y todos los hablantes de variedades de emberá lo usan como autónimo (aunque no por los relacionados Wounaan). También se usa a veces para referirse a otros pueblos indígenas que no son de etnia Emberá.

## Variación regional
Según los propios embera, su lengua registra cuatro dialectos diferentes, pero comprensibles entre sí: el debida o topida (de to, "río"; "gente de río"); eyapida o eapida (los embera katío, eya o ea, "monte", "montañeses"); oipida (los embera chamí, de oi', "selva", "gente de la selva") y eperarã siapidarã (de sia, "gente de flecha").
A partir de la del Vicariato Apostólico de Istmina, otra clasificación, considera diez dialectos: Sambú o Darién (Panamá); Citará; Napipí; Catío (Dabeiba, Riosucio); San Jorge (Córdoba); Chamí (Jardín, Risaralda); Baudó; Tadó; Saijá o Eperara (occidente del Cauca y Nariño); y Río Verde (noroccidente de Ecuador).

## Fonología
La propuesta de alfabeto unificado para el idioma considera 32 fonemas, 6 vocales orales, 6 nasales y 20 consonantes:

### Vocales
|          | Anteriores | Centrales | Posteriores |
| -------- | ---------- | --------- | ----------- |
| Cerradas | i ĩ        | ɨ ɨ̃       | u ũ         |
| medias   | e ẽ        |           | o õ         |
| abierta  | a ã        |           |             |

### Consonantes
|                   |                   | Bilabiales | Bilabiales | Alveolares | Alveolares | Palatales | Velares | Glotales |
| simples           | aspirada          | simples    | aspirada   |            |            | Palatales | Velares | Glotales |
| ----------------- | ----------------- | ---------- | ---------- | ---------- | ---------- | --------- | ------- | -------- |
| Oclusivas         | sordas            | p          | pʰ         | t          | tʰ         |           | k       |          |
| Oclusivas         | sonoras           | b          |            | d          |            |           | g       |          |
| Fricativa         | Fricativa         |            |            | s          |            | t͡s        |         | h        |
| Africada          | Africada          |            |            |            |            | t͡ʃ        |         |          |
| Nasal             | Nasal             | m          |            | n          |            | ɲ         |         |          |
| Aproximantes      | Aproximantes      |            |            | l          |            | j         | w       |          |
| Vibrante múltiple | Vibrante múltiple |            |            | r          |            |           |         |          |
| Vibrante simple   | Vibrante simple   |            |            | ɾ          |            |           |         |          |

Los lingüistas no coinciden sobre el número de fonemas consonánticos de la lengua. Por ejemplo, Aguirre (1999) para el embera Chamí señala que son 16 (no presenta g, ni lateral l, ni la fricativa t͡s), mientras que Cayo (2002), quien se basa en el trabajo de Loewen (1963), apunta 21. Borja para la variedad eyapida de Antioquia señala 19 consonantes. Stansell (1971) registró 17 para la variedad Darién (p, t, tʃ, k, ʔ, b, d, dʒ, g, s, z, h, r, ɾ, w, j); mientras que Hams (1986) señala 17 para Saijá (p, pʰ, b, k, kʰ, ʔ, t, tʰ, tʃ, d, g, s, h, r, ɾ, w, j) y además 7 vocales orales (a, e, ə, i, ɨ, o, u). En la variedad del Napipí la vocal posterior cerrada no redondeada ɯ, sustituye la central cerrada ɨ. Para Esther Herrera, en Chamí se registran las implosivas ɓ, ɗ, en vez de las aspiradas pʰ, tʰ, mientras que encontró la vocal central media redondeada ø, en vez de la posterior o.